# 1973年飓风布伦达
飓风布伦达（英語：Hurricane Brenda）是有纪录以来第一个登陆墨西哥坎佩切州的热带气旋，源自1973年8月9日离开非洲西岸、并且穿越大西洋期间基本没有发展的东风波。8月18日，东风波关联的低气压区已经发展出足够对流，成为热带低气压。系统当天就增强成热带风暴，然后进入尤卡坦半岛上空。8月21日，布伦达已回到海上并开始快速强化，还在当天形成风眼。气旋达到的最高持续风速为每小时140公里，接近一级飓风标准上限，然后登陆坎佩切州。风暴进入陆地上空后迅速减弱，最终于次日消散。
布伦达先后两次登陆墨西哥，第一次是尤卡坦半岛，第二次是坎佩切州。尤卡坦半岛遭受的破坏程度很轻，但坎佩切州灾情严重。整场飓风共导致十人死亡，超过2000人无家可归，气旋在部分地区引发的洪灾严重程度创下25年新高。

## 气象历史
8月9日，一股东风波离开非洲西岸进入大西洋，起初呈快速减弱趋势。但到了8月13日，东风波已在途经小安的列斯群岛期间开始再生，产生零散的对流活动。数天后，系统关联的对流聚拢成中心，经过充分组织而在8月18日成为热带低气压。次日清晨，系统附近多艘船只测得烈风强度风速，气象机构因此把气旋升级成热带风暴并用“布伦达”（Brenda）命名。风暴在首度登陆前快速强化，中心气压降至992毫巴（百帕，29.29英寸汞柱），风速达到每小时105公里。系统向内陆行进，于8月19日抵达科苏梅尔岛以北约48公里的尤卡坦半岛北部边缘。
登陆约24小时后，布伦达的中心直接从墨西哥梅里达上空经过。受德克萨斯州南部和墨西哥北部上空的强劲高压脊影响，气旋出人意料地转向西南。8月20日下午，风暴中心进入坎佩切湾。系统回到海上后开始快速强化，当晚就达到飓风标准。次日，气旋发展出层次分明的风速，达到风力时速140公里、最低气压977毫巴（百帕，28.85英寸汞柱）的最高强度，在萨菲尔-辛普森飓风等级下接近一级飓风上限。与此同时，布伦达的热带风暴强度风场从中心向北延伸240公里、向南延伸121公里。当天，风暴就以最高强度从墨西哥卡门城附近登陆，成为有纪录以来首场直接袭击坎佩切州的飓风。气旋进入陆地上空后迅速减弱，于8月22日早上降级成热带低气压，并于当天消散。

## 影响和善后
催生飓风布伦达的东风波发展期间在开曼群岛产生可观雨量，大开曼8月17日测得100毫米降水。从尤卡坦半岛北部登陆后，风暴产生狂风暴雨，阵风时速接近110公里。海岸沿线出现6.1米的巨浪。一艘载有25人的货轮遭遇风暴后发动机失灵，被困在海上。8月21日气旋进入墨西哥湾后，接到货轮求救信号的美国海岸警卫队开展救援。
墨西哥此前已经受到严重洪灾摧残，导致至少18人死亡，20万人流离失所，布伦达来袭后降下瓢泼大雨并引发洪灾，令灾情雪上加霜。飓风过去后，该国又遭遇重大地震，大量建筑倒塌，救灾工作受阻。风暴期间，陆地上的阵风时速高达180公里，造成严重破坏。整场飓风共夺走十条人命，坎佩切约八成城区被淹，且有两人丧生。沿海城市韦拉克鲁斯遭遇25年间最严重的洪灾，导致两人遇难。据官员透露，墨西哥共有452户民居或地方码头被毁。受气旋直接影响，该国估计有2000人无家可归。